# Liste du patrimoine culturel immatériel de l'humanité en Azerbaïdjan
Cet article recense les pratiques inscrites au patrimoine culturel immatériel en Azerbaïdjan.

## Statistiques
L'Azerbaïdjan a ratifié la convention pour la sauvegarde du patrimoine culturel immatériel le 18 janvier 2007. La première pratique protégée est inscrite en 2008.
En 2024, l'Azerbaïdjan compte 23 éléments inscrits au patrimoine culturel immatériel, 21 sur la liste représentative et 2 nécessitant une sauvegarde urgente.

## Listes

### Liste représentative
Les éléments suivants sont inscrits sur la liste représentative du patrimoine culturel immatériel de l'humanité :
| Élément | Type | Subdivision   | Année | Lien  | Notes | Illus. |
| --- | --- | ------------- | ----- | ----- | --- | ------ |
| Le mugham azerbaïdjanais | arts du spectacle |               | 2008  | 00039 | |        |
| L'art des Ashiqs d’Azerbaïdjan | arts du spectacle |               | 2009  | 00253 | |        |
| L'art traditionnel du tissage du tapis azerbaïdjanais en République d’Azerbaïdjan                                                       | savoir-faire liés à l’artisanat traditionnel |               | 2012  | 00389 | |        |
| La facture et la pratique musicale du tar, instrument à cordes à long manche                                                            | savoir-faire liés à l’artisanat traditionnel arts du spectacle                                                                                              |               | 2012  | 00671 | |        |
| L'art et le symbolisme traditionnels du kelaghayi, fabrication et port de foulards en soie pour les femmes                              | savoir-faire liés à l’artisanat traditionnel | Basgal, Shaki | 2014  | 00669 | |        |
| L'artisanat du cuivre de Lahidj | savoir-faire liés à l’artisanat traditionnel | Lahidj        | 2015  | 00675 | |        |
| La culture de la fabrication et du partage de pain plat Lavash, Katyrma, Jupka, Yufka                                                   | pratiques sociales, rituels et événements festifs |               | 2016  | 01181 | Partagé avec l'Iran, le Kazakhstan, le Kirghizistan et la Turquie |        |
| Nawrouz, Novruz, Nowrouz, Nowrouz, Nawrouz, Nauryz, Nooruz, Nowruz, Navruz, Nevruz, Nowruz, Navruz                                      | pratiques sociales, rituels et événements festifs |               | 2016  | 02097 | Partagé avec l'Afghanistan, l'Inde, l'Irak, l'Iran, le Kazakhstan, le Kirghizistan, l'Ouzbékistan, le Pakistan, le Tadjikistan, le Turkménistan et la Turquie Étendu en 2024 à la Mongolie |        |
| La tradition de la préparation et du partage du dolma, marqueur d'identité culturelle                                                   | pratiques sociales, rituels et événements festifs |               | 2017  | 01188 | |        |
| L'art de fabriquer et de jouer du kamantcheh/kamanche, instrument de musique à cordes frottées                                          | arts du spectacle savoir-faire liés à l’artisanat traditionnel                                                                                              |               | 2017  | 01286 | Partagé avec l'Iran |        |
| Héritage de Dede Qorqud/Korkyt Ata/Dede Korkut : la culture, les légendes populaires et la musique liées à cette épopée                 | arts du spectacle pratiques sociales, rituels et événements festifs Traditions et expressions orales                                                        |               | 2018  | 01399 | Partagé avec le Kazakhstan et la Turquie |        |
| L’art de la miniature | savoir-faire liés à l’artisanat traditionnel |               | 2020  | 01598 | partagé avec l'Iran, l'Ouzbékistan et la Turquie |        |
| Le Nar Bayrami, fête traditionnelle de la grenade et sa culture                                                                         | connaissances et pratiques concernant la nature et l’univers pratiques sociales, rituels et événements festifs                                              | Göyçay        | 2020  | 01511 | |        |
| La culture du çay (thé) : un symbole d'identité, d'hospitalité et d'interaction sociale                                                 | pratiques sociales, rituels et événements festifs connaissances et pratiques concernant la nature et l’univers savoir-faire liés à l’artisanat traditionnel |               | 2022  | 01685 | Partagé avec la Turquie |        |
| La culture du pehlevanliq : jeux, sports et lutte traditionnels de zorkhana                                                             | pratiques sociales, rituels et événements festifs arts du spectacle                                                                                         |               | 2022  | 01703 | |        |
| La sériciculture et la production traditionnelle de soie pour tissage                                                                   | connaissances et pratiques concernant la nature et l'univers savoir-faire liés à l’artisanat traditionnel                                                   |               | 2022  | 01890 | Partagé avec l'Afghanistan, l'Iran, l'Ouzbékistan, le Tadjikistan, le Turkménistan et la Turquie                                                                                           |        |
| La tradition du récit des anecdotes de Nasreddin Hodja / Molla Nesreddin / Molla Ependi / Apendi / Afendi Kozhanasyr / Nasriddin Afandi | traditions et expressions orales pratiques sociales, rituels et événements festifs                                                                          |               | 2022  | 01705 | Partagé avec le Kazakhstan, le Kirghizistan, l'Ouzbékistan, le Tadjikistan, le Turkménistan et la Turquie                                                                                  |        |
| L'art de l'enluminure : Təzhib/Tazhib/ Zarhalkori/Tezhip/ Naqqoshlik                                                                    | connaissances et pratiques concernant la nature et l'univers savoir-faire liés à l'artisanat traditionnel                                                   |               | 2023  | 01981 | Partagé avec l'Iran, l'Ouzbékistan, le Tadjikistan et la Turquie |        |
| L'artisanat et l'art de jouer du balaban/mey                                                                                            | arts du spectacle savoir-faire liés à l'artisanat traditionnel                                                                                              |               | 2023  | 01704 | Partagé avec la Turquie |        |
| L'Iftar/Eftari/Iftar/Iftor et ses traditions socioculturelles                                                                           | pratiques sociales, rituels et événements festifs |               | 2023  | 01984 | Partagé avec l'Iran, l'Ouzbékistan et la Turquie |        |
| Le savoir-faire lié à l'incrustation de nacre                                                                                           | savoir-faire liés à l'artisanat traditionnel |               | 2023  | 01874 | Partagé avec la Turquie |        |
| L'artisanat du tandir et la cuisson du pain en Azerbaïdjan                                                                              | traditions et expressions orales pratiques sociales, rituels et événements festifs savoir-faire liés à l'artisanat traditionnel                             |               | 2024  | 02120 | |        |

### Patrimoine immatériel nécessitant une sauvegarde urgente
L'Azerbaïdjan compte un élément listé sur la liste du patrimoine immatériel nécessitant une sauvegarde urgente :
| Élément                                                                                                | Type                                              | Subdivision  | Année | Lien  | Notes | Illus. |
| --- | ------------------------------------------------- | ------------ | ----- | ----- | ----- | ------ |
| Le tchovgan, jeu équestre traditionnel pratiqué à dos de chevaux karabakhs en République d'Azerbaïdjan | pratiques sociales, rituels et événements festifs |              | 2013  | 00905 |       |        |
| Le yalli (kochari (en), tenzere), danses collectives traditionnelles du Nakhitchevan                   | arts du spectacle                                 | Nakhitchevan | 2018  | 01190 |       |        |

### Registre des meilleures pratiques de sauvegarde
L'Azerbaïdjan ne compte aucune pratique listée au registre des meilleures pratiques de sauvegarde.